# Jiříkovský rybník
Jiříkovský rybník se nachází zhruba 4 km jihovýchodně od města Habry v okrese Havlíčkův Brod. Napájí jej říčka Sázavka, zde známá spíše jako Jiříkovský potok. Rozloha rybníka činí 25 ha.

## Využití
Rybník je využíván k chovu ryb a k rekreačním účelům. Při severovýchodním břehu se nalézá chatová oblast.

## Příroda
Rybník a jeho okolí je významným hnízdištěm a migrační zastávkou pro mnoho druhů ptáků. Je zde možno zahlédnout například potápku roháče, která zde i pravidelně hnízdí, dále volavku bílou, nebo vzácného orla mořského. Východně od rybníka se nachází přírodní rezervace Havranka.